# Chloeres
Chloeres is een geslacht van vlinders van de familie spanners (Geometridae), uit de onderfamilie Geometrinae.

## Soorten
- C. albifimbria Warren, 1896
- C. boisensis Holloway, 1979
- C. citrolimbaria Guenée, 1857
- C. dyakaria Walker, 1861
- C. prasochroa Turner, 1931
- C. quantula Swinhoe, 1885
- C. rubripunctata Warren, 1909
- C. simplex Warren, 1899
- C. variifrons Prout, 1917